# C.S.G. Gica
Studentenkoor C.S.G. Gica is een studentenzangvereniging in de Nederlandse stad Groningen. De vereniging ontstond in 1965 als ondervereniging van de toenmalige studentenvereniging VERA, en werd binnen vijf jaar onafhankelijk. Het koor zingt voornamelijk klassieke muziek, uit verschillende perioden, en geeft in de regel twee concertreeksen per collegejaar. 

## Geschiedenis

### Oprichting en achtergrond
De vereniging ontstond oorspronkelijk als ondervereniging van VERA, de Groningse tak van de gereformeerde studentenunie S.S.R., waar de eerstejaars studenten tijdens hun ontgroeningsperiode een voor een bij de piano een liedje dienden te zingen. Ruurd Veldhuis, die in 1965 lid was van de ontgroeningscommissie en die alle eerstejaars had horen voorzingen, selecteerde uit de nieuwe lichting 30 eerstejaars die goed genoeg konden zingen, om met hen een groenkoor (een koor van eerstejaars) te vormen. Hiermee legde hij de basis voor de nieuwe ondervereniging Gica, dat enkele weken later, op 5 oktober 1965, daadwerkelijk werd opgericht. Een jaar eerder, op 29 oktober 1964, was er ook al een orkest opgericht als ondervereniging; G.S.O. Mira. In het studiejaar 1969/1970 weekte Gica zich los van VERA, en werd zij een zelfstandige vereniging. 

### Mijlpalen
Het tienjarig bestaan werd gevierd in 1976 met de uitvoering van een mis van de Oostenrijkse componist Anton Bruckner, in samenwerking met het Regionaal Blazersensemble. In 1989 maakte Gica een concertreis naar Hongarije, waar de vereniging meedeed aan een muziekconcours in Boedapest, in de hoop aldaar in contact te komen met oosteuropese muziektradities. In 1990 werd Gica in het kader van een uitwisseling uitgenodigd door het Kamerkoor van Moermansk, de Russische stad waar Groningen op dat moment een stedenband mee had, om aldaar samen met het Russische koor meerdere concerten te geven. Bij de uitwisseling waren zo'n honderd mensen actief betrokken. Het werd de grootste uitwisseling van Gica tot dan toe. Het jaar daarop kwam het Russische koor naar Nederland, voor twee concerten met Gica.

## Symboliek
De naam van de vereniging luidt voluit Chorus Studiosorum Groningae Gaudete In Cantando, ofwel Groninger Studentenkoor "Verheugt u in het zingen".

## Structuur en organisatie
Het koor is ingedeeld in vier stemgroepen; sopranen, alten, tenoren en bassen, en staat onder professionele muzikale leiding van David van Roijen. Anno 2025 telt zij een vierkoppig bestuur en verscheidene commissies, waaronder bijvoorbeeld een Activiteitencommissie, een Communicatiecommissie, een Concertcommissie en een Programmacommissie die de muziek samenstelt voor toekomstige projecten. 

## Activiteiten en doelgroep
Het koor zingt voornamelijk klassieke muziek, uit verschillende perioden. Van vele componisten worden er muziekstukken gezongen, onder meer van Mozart, Carl Orff, Händel en Beethoven, maar ook van bijvoorbeeld Daan Manneke, Edward Elgar, Gabriël Fauré. Het koor geeft in de regel twee concertreeksen per collegejaar. De concerten bevatten voornamelijk klassieke werken die al dan niet onder instrumentale begeleiding uitgevoerd worden.
De locaties waar Gica concerteert zijn met name kerken, maar ook wordt er rond kerst gezongen in de binnenstad van Groningen, bijvoorbeeld in 2024 bij 'Sterren op de Ster' als onderdeel van Wintergoud.